# أندريس إكلوند
أندريس إكلوند (بالسويدية: Anders "Lillen" Eklund)‏ (22 ديسمبر 1957 – 1 أبريل 2010) هو ملاكم سويدي راحل، مثّل بلاده في الألعاب الأولمبية الصيفية 1980.

## روابط خارجية
أندريس إكلوند على موقع بوكس ريك (الإنجليزية) (registration required)
- أندريس إكلوند على موقع أوليمبيديا (الإنجليزية)
- أندريس إكلوند على موقع اللجنة الأولمبية السويدية (السويدية)